# Dafne Schippers
Dafne Schippers (Utrecht, 15 de junho de 1992) é uma velocista e heptatleta holandesa, bicampeã mundial dos 200 m rasos.

## Carreira
Começando a praticar o atletismo aos nove anos, demonstrou talento para múltiplas modalidades, o que a levou a competir no heptatlo. Nesta modalidade foi campeã mundial júnior em 2010 e campeã europeia júnior em 2011. Extremamente veloz, também começou a disputar competitivamente provas de velocidade e de salto, conquistando o ouro nos 100 m rasos e o bronze no salto em distância no Campeonato Europeu de Atletismo sub-23 em 2013. Antes, no Mundial de Daegu 2011, tinha quebrado o recorde nacional holandês para os 200 m rasos. No Mundial de Moscou 2013, ficou com a medalha de bronze no heptatlo.
Em 2014, durante um meeting de atletismo na Áustria, ela abaixou ainda mais o recorde nacional dos 200 m  disputando a prova do heptatlo, com a marca de 22s35. No mesmo ano, no Campeonato Europeu de Atletismo, em Zurique, venceu os 100 m e os 200 m, levantando uma grande discussão sobre a modalidade atlética em que ela deveria se concentrar, se nas provas de velocidade pura ou no heptatlo. No começo de 2015, depois de correr os 100 m abaixo de 11s, ela anunciou que passaria a se dedicar apenas aos sprinters, com vistas ao Campeonato Mundial de Atletismo de 2015 em Pequim e aos Jogos Olímpicos do Rio 2016.
Em Pequim 2015, competindo pela primeira vez num evento global numa prova de velocidade individual, conquistou a medalha de prata nos 100 m com o tempo de 10s81, novo recorde nacional holandês, que ela já havia quebrado nas semifinais com 10s83, perdendo apenas para  a multicampeã mundial e olímpica Shelly-Ann Fraser-Pryce. Esta medalha foi  a primeira de uma atleta holandesa nos 100 m rasos em eventos globais desde Fanny Blankers-Koen, a velocista multimedalhista de ouro em Londres 1948, considerada pela IAAF como a maior atleta feminina do século XX. Quatro  dias depois venceu os 200 m em 21s63, recorde europeu e do campeonato mundial, quarta melhor marca da distância na história, e que a fez ser a terceira mais rápida de todos os tempos, atrás apenas de Florence Griffith-Joyner e Marion Jones. Esta foi também a primeira medalha de ouro de um atleta holandês em todas as edições do Campeonato Mundial de Atletismo.
Duas semanas após a vitória no Mundial, derrotou a campeã olímpica dos 200 m, Allyson Felix, que não havia corrido esta distância em Pequim, no Memorial van Damme, em Bruxelas, última etapa da Diamond League 2015, com a marca de 22s12.
Em 2016, depois de vencer os 100 m no Meeting de Atletismo de Doha, no Qatar, pela Diamond League, com o melhor tempo europeu do ano – 10s83 – sagrou-se bicampeã europeia da prova durante a disputa do Campeonato Europeu de Atletismo de 2016, em Amsterdã, no seu país natal, com a marca de 10s90.
Na Rio 2016, assolada por uma contusão não-diagnosticada nem informada à época,  não teve a atuação esperada, ficando apenas em quinto lugar nos 100 m e perdendo o duelo nos 200 m com a jamaicana Elaine Thompson, campeã olímpica das duas provas, ficando com a medalha de prata na distância em que era favorita e invertendo, na Olimpíada, as posições do Mundial de Pequim 2015.
Depois dos Jogos do Rio, Schiffers trocou seu técnico holandês Bart Bennema pelo norte-americano Rana Reider e passou a trabalhar especificamente para ganhar mais músculos e melhorar a largada, seu ponto mais fraco, com vistas ao Campeonato Mundial do ano seguinte. Em Londres 2017, foi bicampeã mundial dos 200 m e conquistou a medalha de bronze nos 100 m rasos. 
Em Doha 2019, ela conseguiu a classificação para a final dos 100 m apenas na repescagem dos melhores tempos, sem classificação direta, e preferiu não disputar a final, retirando-se também da disputa dos 200 m rasos, onde era a bicampeã mundial da prova, por um problema no músculo adutor. 
Em setembro de 2023 ela anunciou publicamente no Instagram o encerramento da carreira.